# Новожилов, Лев Витальевич
Лев Витальевич Новожилов (18 июня 1937, Ивановская область — 1 октября 2005, Новополоцк) — директор производственного объединения «Полимир» имени 50-летия Белорусской ССР Министерства химической промышленности СССР. Герой Социалистического Труда (1985).

## Биография
Родился 18 июня 1937 года в городе Тейково Ивановской области РСФСР.
В 1959 году окончил Ивановский химико-технологический институт, инженер-механик.
Работал механиком, заместителем начальника цеха завода № 528 города Энгельса, начальником цеха Саратовского химического комбината. Член КПСС с 1966 года.
В 1967 году переехал в город Новополоцк Витебской области Белоруссии. Работал на производственном объединении «Полимир» начальником производства, главным инженером. В 1974 году назначен директором объединения.
Умело организовал, сплотил и нацелил коллектив инженерно-технических работников и специалистов на решение узловых вопросов производственной деятельности. Много сил и энергии отдавал техническому перевооружению и интенсификации действующих производств. За 10 и 11 пятилетки мощность основных производств по сравнению с проектными возросла по полиэтилену на 35 %, по нитрилу акриловой кислоты — на 40 %, по волокну нитрон на 17,3 %. Объём производства за 10 пятилетку вырос на 17,3 %. Сверх пятилетнего задания за 4 года 11 пятилетки было выпущено продукции на 4,8 млн руб. Удельный вес продукции со знаком качества составил 56,1 %. При непосредственном руководстве и личном участии и личном участии Л. Н. Новожилова в объединении введена бригадная форма организации труда, которой охвачено 93,4 % работающих.
Указом Президиума Верховного Совета СССР от 5 июня 1985 года за большой вклад в повышение эффективности производства, улучшение качества выпускаемой продукции, разработку и внедрение прогрессивных форм организации и стимулирования труда, обеспечение наивысшей производительности труда и досрочное выполнение плановых заданий и социалистических обязательств, принятых на одиннадцатую пятилетку Новожилову Льву Витальевичу присвоено звание Героя Социалистического Труда с вручением ордена Ленина и золотой медали «Серп и Молот».
Руководил объединением 23 года. После выхода на пенсию работал заместителем главного инженера по инвестициям. В 1999—2000 годах — заместитель директора по спортивной работе государственного дочернего предприятия хоккейного клуба «Химик» города Новополоцка.
Всегда участвовал в общественной жизни. Являясь гендиректором ПО «Полимир», избирался членом Новополоцкого городского комитета Компартии Белоруссии, депутатом городского совета народных депутатов. В постсоветское время был депутатом Палаты представителей Национального собрания Республики Беларусь по Новополоцкому избирательному округу № 25.
Жил в городе Новополоцке. Скончался 1 октября 2005 года.

## Награды
Награждён орденами Ленина, Октябрьской революции, Трудового Красного Знамени, медалями, в том числе медалью «За освоение целинных земель»; знаком «Почетный химик СССР», Грамотой Президиума Верховного Совета СССР, Почетной грамотой Национального собрания Республики Беларусь. Почётный гражданин города Новополоцк.

## Память
- Мемориальная доска в честь Л. В. Новожилова на доме, где он жил, в Новополоцке.
- Имя Л. В. Новожилова присвоено Специализированной детско-юношеской школе олимпийского резерва по хоккею с шайбой (2006)[2].
- В честь Л. В. Новожилова открыт памятный знак и имя присвоено аллее в центре города Новополоцка (2015)[3].